# Роблес, Сара
Сара Элизабет Роблес (англ. Sarah Elizabeth Robles; род. 1 августа 1988 года, Сан-Диего, Калифорния, США) — американская тяжелоатлетка, выступающая в весовой категории свыше 87 кг. Чемпионка мира 2017 и бронзовый призёр Олимпийских игр 2016 в Рио-де-Жанейро и в 2020 году в Токио. Восьмикратная чемпионка США. Мормон.
8 августа 2013 года была дисквалифицирована на 2 года, после того как допинг-тест спортсменки дал положительный результат на DHEA, тестостерон и прегнандиол.

## Спортивные результаты
В 2021 году на Олимпиаде в Токио в весе свыше 87 кг Сара Роблес завоевала 3-е место — 282 кг (128+154).
На чемпионате мира 2022 года в Боготе, в Колумбии в категории свыше 87 кг она стала четвёртой по сумме двух упражнений с результатом 282 кг и завоевала малую серебряную медаль в рывке (127 кг).
| Год  | Соревнование            | Место проведения | Весовая категория | Рывок  | Толчок | Сумма двоеборья | Место |
| 2009 | Чемпионат мира          | Коян             | свыше 75 кг       | 100 кг | 133 кг | 233 кг          | 11    |
| 2010 | Чемпионат мира          | Анталья          | свыше 75 кг       | 111 кг | 140 кг | 251 кг          | 10    |
| 2011 | Панамериканские игры    | Гвадалахара      | свыше 75 кг       | 112 кг | —      | —               | DNF   |
| 2011 | Чемпионат мира          | Париж            | свыше 75 кг       | 114 кг | 135 кг | 249 кг          | 10    |
| 2012 | Летние Олимпийские игры | Лондон           | свыше 75 кг       | 120 кг | 145 кг | 265 кг          | 6     |
| 2015 | Чемпионат мира          | Хьюстон          | свыше 75 кг       | 122 кг | 157 кг | 279 кг          | 6     |
| 2016 | Летние Олимпийские игры | Рио-де-Жанейро   | свыше 75 кг       | 126 кг | 160 кг | 286 кг          | 3     |
| 2017 | Чемпионат мира          | Анахайм          | свыше 90 кг       | 126 кг | 158 кг | 284 кг          | 1     |
| 2018 | Чемпионат мира          | Ашхабад          | свыше 87 кг       | 128 кг | 162 кг | 290 кг          | 5     |
| 2019 | Панамериканские игры    | Лима             | свыше 87 кг       | 125 кг | 159 кг | 284 кг          | 1     |
| 2019 | Чемпионат мира          | Паттайя          | свыше 87 кг       | 125 кг | 160 кг | 285 кг          | 7     |
| 2022 | Чемпионат мира          | Богота           | свыше 87 кг       | 127 кг | 155 кг | 282 кг          | 4     |